# Staedtler
Staedtler Mars GmbH & Co. KG è un'azienda tedesca, con sede a Norimberga, che produce strumenti di scrittura.
È una delle aziende principali nel suo settore nonché produce strumenti per il disegno tecnico: fu fondata da Johann Sebastian Staedtler nel 1835.
L'azienda impiega circa 2.200 persone ed è il maggiore produttore europeo di mine e matite colorate. Circa l'80% degli strumenti di scrittura sono realizzati a Norimberga.

## Storia
Le radici dell'azienda risalgono al 1662, quando negli annali della città di Norimberga furono fatti riferimenti a Friedrich Staedtler (1636-1688) come artigiano che fabbricava matite.
Egli rilevò la totalità del processo di fabbricazione delle matite, dalla mina al legno. Tale attività fu però vietata dal Concilio di Norimberga, il quale stabilì che la lavorazione doveva essere sviluppata da due diversi esperti. Alla fine, il lavoro di Staedtler contribuì ad abolire quel regolamento, facilitando così il lavoro di altri produttori di matite a Norimberga.

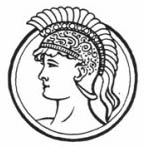
Prima versione del logo "testa di Marte", rilasciata nel 1908

L'attività di Friedrich Staedtler proseguì con il nipote Johann Wilhelm (1699-1779) nel pieno di anni difficili per gli artigiani, a favore dei quali si impegnò, per poi passare al terzo figlio di questi, Michael (1752-1795), e poi ancora nel 1814 a suo figlio Paulus (1779-1852), che conferì alla fabbrica nuove tecnologie produttive. Successe poi Johann Sebastian Staedtler (1800-1872), a cui si deve nel 1834 l'invenzione della matita colorata e, l'anno successivo, la fondazione dell'azienda Staedtler come fabbrica di matite.
Nel 1900 Staedtler registrò il marchio Mars (che rappresentava l'antico dio romano della guerra), utilizzando il nome per alcune linee di prodotti, lanciando anche il logo della testa di Marte. Dallo stesso anno i prodotti Staedtler vengono venduti sul mercato italiano.
 Nel 1901 il marchio Noris è stato rilasciato dalla società.
Nel 1922 Staedtler apre la filiale statunitense, e quattro anni dopo in Giappone.
Nel 1950 iniziarono a essere prodotte matite portamine (o matite meccaniche), le prime realizzate in legno. Quattro anni dopo viene registrato il marchio "Lumocolor". Questo marchio è stato utilizzato per progettare l'ampia gamma di pennarelli Staedtler.
Nel 1962 l'azienda inizia a produrre penne tecniche. Il 2 gennaio 1967 apre a Milano in via Statuto 13 la prima filiale italiana, trasferita più di vent'anni dopo alla sua attuale sede a Corsico. Negli anni '70 Staedtler acquistò la fabbrica Neumarkt, che era la fabbrica Eberhard Faber. 
Nello stesso anno (2010), inoltre, l'azienda ha celebrato il suo 175º anniversario.

## Prodotti

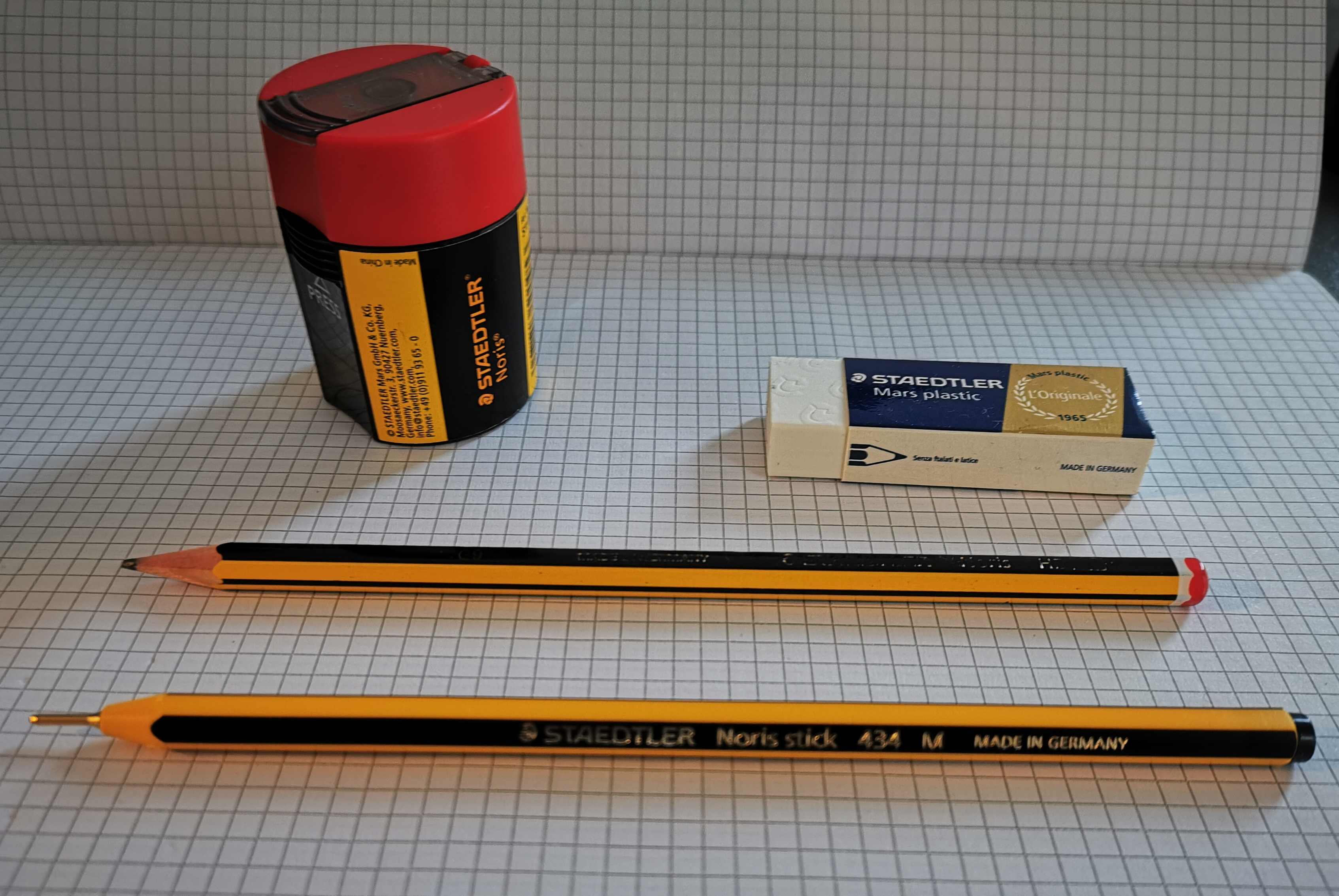
Penna a sfera, matita, gomma da cancellare e temperamatite di Staedtler

### Prodotti per disegno
Penne
Noris Stick 

#### Matite
- Staedtler Noris
- Staedtler Mars - Lumograph
- Tradition
- Wopex
- Minerva
- Mars ergosoft

#### Gomme
- Mars plastic
- Mars rasor

#### Pennarelli
- Staedtler triplus fineliner (dry safe): punta fine

#### Paste morbide
Fimo